# ФК Шипченски сокол
Вижте пояснителната страница за други значения на Сокол.
Шипченски сокол е футболен клуб от град Варна. Създаден е на 30 януари 1924 година, след обединението на „Български сокол“ и „Шипка“. В историята си веднъж печели Първенството на България по футбол, следователно и Царската купа. Клубните цветове са син и бял. Отборът е предшественик на Спартак (Варна).

## История

### Ранни години (1916 – 1918)
През 1916 г. група младежи от северозападните покрайнини на Варна се увличат по футболната игра. Те ритат на поляна, далеч по-малка по размери от футболно игрище, а вратите са обозначени с по-едри камъни. Година по-късно у тях назрява идеята да основат футболен клуб. По това време вестниците наричат българските войници на фронта „витязи“ и момчетата решават да нарекат клуба Витяз. Поради липса на средства обаче не успяват да го регистрират. Въпреки това членовете на Витяз постоянно се увеличават и през 1918 г. вече има реални предпоставки клубът официално да започне своя живот.

### Български сокол (1918 – 1924)
Учредителното събрание се провежда на 28 август 1918 г. Предлага се името Витяз, но мнозина от присъстващите не го одобряват. В това време малкият Милан Георгиев, който стои настрани и мълчаливо слуша, се приближава към групата и вдига в ръка перо от сокол, което е намерил на път към събранието. Предлага клубът да бъде наречен Сокол и всички се съгласяват. За председател на дружеството е избран Нягол Колев, който по това време е 16-годишен. Няколко дни по-късно Окръжното управление в града отказва клубът да бъде регистриран с това име, тъй като вече съществува ловно дружество, което се нарича Сокол. След ново събрание е решено клубът да носи името Български сокол. Сформира се първият отбор, чийто капитан става Ради Марков. В състава личат имената на Михаил Тунчев и Георги Станев, които впоследствие стигат до националния отбор като състезатели на Тича. Български сокол бързо се разраства и към 1921 г. членовете на дружеството са над 200. През 1922 г. клубът става за първи път първенец на Варна, макар и неофициално, след две победи с 4:2 и 2:0 над най-силния клуб по това време – Тича. През 1923 г. Български сокол е приет за член на Северобългарската спортна лига, а през 1924 г. приема името Шипченски сокол, след обединение със спортен клуб Шипка.

### Шипченски сокол (1924 – 1945)
Обединението на Български сокол и Шипка става на общо събрание, проведено на 30 януари 1924 г. За първи председател на Шипченски сокол е избран нидерландецът Дирк Бронз, който месеци по-късно е заменен от Никола Мишев. През 1927 г. е учредена градска купа, наречена „Варна“. Неин първи носител става Шипченски сокол, който на финала побеждава с 1:0 Левски (Варна). Това е първи трофей в историята на клуба. През сезон 1928/29 „соколите“ печелят шампионата на Варненска окръжна спортна област и придобиват правото да участват в държавното първенство, където остават с бронзовите медали след загуба на полуфинала от Ботев (Пловдив).
През 1930 г. варненският спортен клуб „Шипченски сокол" посещава Цариград, където побеждава турския национален тим. На 8 август 1930 г. варненци пристигат и в Кюстенджа, Кралство Румъния, където в следващите два дни срещат местния български спортен клуб „Славия" и ФК „Виктория“.
През 1931 г. Шипченски сокол става вицешампион. Отборът достига до финала на държавното първенство в София срещу столичния АС-23. Седемнадесет минути преди края на мача, варненци водят с 2:1. Тогава играч на столичани чупи крака на техния съотборник Георги Пармаков. „Соколите“ отказват да доиграят срещата, ако съдията не отстрани виновника. Това не става и двубоят е прекратен. Присъдена е служебна победа с 3:0 за АС-23, но купата не се връчва. Така варненци остават на второ място. Година по-късно Шипченски сокол печели първата и единствена в историята си шампионска титла на България. На финала на държавното първенство в София, варненци побеждават Славия (София) с 2:1 след продължения. Головете за победителите вкарват Иван Найденов и Илия Булашев. Съставът на Шипченски сокол, който извоюва този голям успех е: Здравко Янакиев, Георги Апостолов, Иван Георгиев, Борис Нейков /капитан/, Владимир Капзамалов, Стоян Танев, Райко Димов, Александър Коев, Илия Булашев, Иван Найденов и Руси Булашев. През 1933 г. отборът отново става вицешампион, след като на финала в София отстъпва на столичния Левски с 1:3. Въпреки загубата, Шипченски сокол става първият отбор в страната, който в 3 поредни години играе на финала на държавното първенството.
След 1935 г. клубът изпада в тежка финансова криза, която постепенно се задълбочава. Повечето изявени състезатели отиват в други отбори, а някой прекратяват активната си кариера. Често Шипченски сокол не може да събере по 11 играчи за мачовете си, а понякога дори губи служебно. Логично отборът не намира място в новосъздадената през 1937 г. национална дивизия. През зимната пауза на сезон 1941/42 в клуба не се извършва никаква дейност и той на практика не съществува. Тогава секретарят Димитър Топалов се наема да организира всичко сам. Намира средства от дарения, с които картотекира футболисти, повечето млади и неопитни. Впоследствие Топалов е подпомогнат от футболиста на тима Кирил Павлов-Кинко и запаления соколец Янко Михайлов. Тримата, заедно с помощта на още дузина съмишленици, успяват да възродят Шипченски сокол. В отбора са избрани младите Добромир Ташков и Тома Захариев, които по-късно ще се превърнат в едни от най-изявените футболисти на България в средата на ХХ век. През сезон 1943/44 Шипченски сокол печели първенството на Варненска област и се класира за държавния шампионат, който обаче след два кръга е прекратен поради настъпилите политически събития на 9 септември 1944 г.

## Клубни успехи
Първенство на България по футбол:
- Шампион (1): 1932
- Вицешампион (2): 1931, 1933
- Бронзов медалист (1): 1929

Царска купа:
- Носител (1): 1932 (в качеството си на държавен първенец).

Областен първенец:
- Шампион (5): 1929, 1931, 1932, 1933, 1944

Купа „Варна“:
- Носител (2): 1927, 1929

## Известни футболисти
- Михаил Тунчев
- Жечо Тунчев
- Илия Булашев
- Александър Коев
- Борис Нейков
- Иван Найденов
- Здравко Янакиев